# Semproniano
Semproniano település Olaszországban, Toszkána régióban, Grosseto megyében. Lakosainak száma 962 fő (2023. január 1.). Semproniano Castell’Azzara, Roccalbegna, Santa Fiora, Sorano és Manciano községekkel határos.

## Népesség
A település lakossága az elmúlt években az alábbi módon változott:
| Lakosok száma | 1070 | 1076 | 962  |
|               | 2017 | 2018 | 2023 |